# Dolicheremaeus capillatus
Dolicheremaeus capillatus är en kvalsterart som först beskrevs av Balogh 1959.  Dolicheremaeus capillatus ingår i släktet Dolicheremaeus och familjen Tetracondylidae.

## Underarter
Arten delas in i följande underarter:
- D. c. capillatus
- D. c. neonominatus